# Eulogios (Asket)

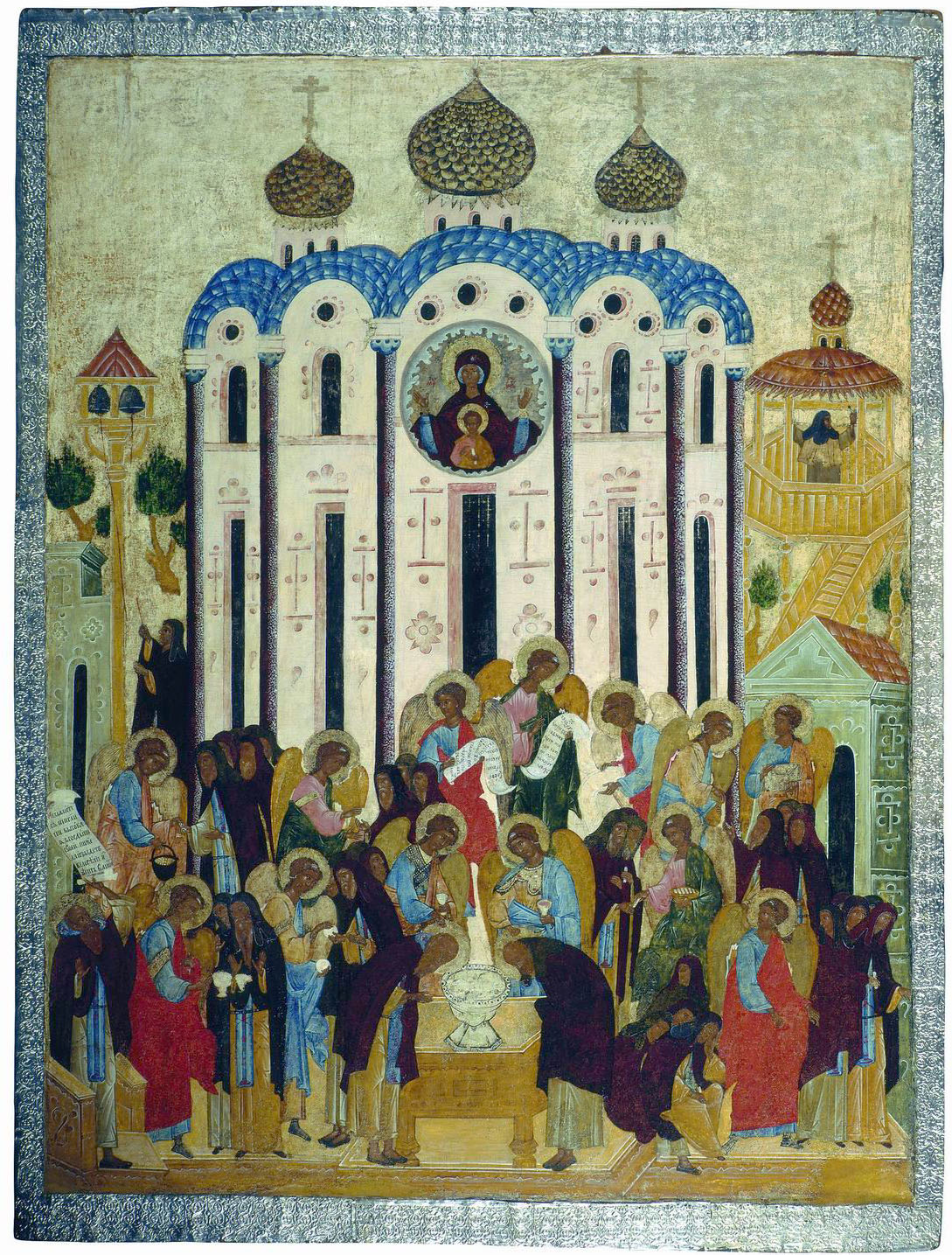
Vision des Eulogios, Ikone um 1565/96, Tretjakow-Galerie Moskau

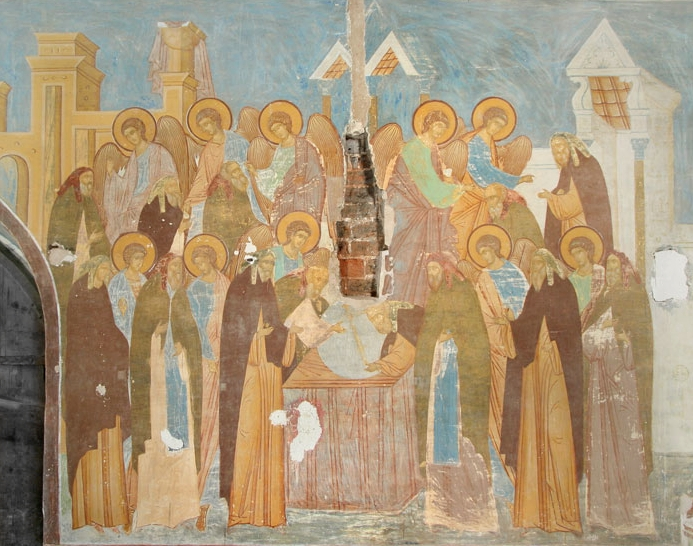
Vision des Eulogios, Fresko 1502, Ferapontow-Kloster

Eulogios war ein asketischer Mönch in Ägypten im 7. Jahrhundert. 
Er wird im Skiten-Paterikon aus dem 7. Jahrhundert erwähnt. 
Eulogios war ein Schüler des Patriarchen Johannes V. von Alexandria. Er lebte in einer Skite (Einsiedelei) bei Alexandria. Zu ihm kamen viele Schüler. Bei einer gemeinsamen nächtlichen Vigil hatte er eine Vision von Engeln, die aus dem Altar kamen und sich in der Kirche bis zum Morgengrauen aufhielten.
Diese Vision ist auf einigen Ikonen und Fresken in orthodoxen Kirchen dargestellt.